# Liste des épisodes de Legend of the Galactic Heroes
Cet article est un complément à l'article sur la série de romans Legend of the Galactic Heroes et contient la liste des épisodes des différentes adaptations animées.

## OVA

### Legend of the Galactic Heroes
Legend of the Galactic Heroes (kanji : 銀河英雄伝説 ; rōmaji : Ginga Eiyū Densetsu ; parfois abrégé en LOTGH ou en GinEiDen ; aussi connu sous le titre allemand fautif Heldensagen vom Kosmosinsel ; litt. Contes Héroïques de l'Île Cosmique) est une série d'OVA de 110 épisodes répartis en 4 parties adaptant la série de romans homonyme. La première partie a été diffusée du 21 décembre 1988 au 20 juin 1989, la deuxième partie du 21 juin au 27 décembre 1991, la troisième partie du 20 juillet 1994 au 22 février 1995 et la quatrième partie du 1er octobre 1996 au 11 mars 1997.

#### Première partie
| No | Titre français | Titre japonais                   | Titre japonais                 | Date de 1re diffusion |
| No | Titre français | Kanji                            | Rōmaji                         | Date de 1re diffusion |
| -- | -------------- | -------------------------------- | ------------------------------ | --------------------- |
| 1  | Non disponible | 永遠の夜の中で                   | Eien no Yoru no naka de        | 21 décembre 1988      |
| 2  | Non disponible | アスターテ会戦                   | Asutāte Kaisen                 | 28 décembre 1988      |
| 3  | Non disponible | 第十三艦隊誕生                   | Dai Jūsan Kantai Tanjō         | 10 janvier 1989       |
| 4  | Non disponible | 帝国の残照                       | Teikoku no Zanshō              | 17 janvier 1989       |
| 5  | Non disponible | カストロプ動乱                   | Kastrop Dōran                  | 24 janvier 1989       |
| 6  | Non disponible | 薔薇の騎士                       | Bara no Kishi                  | 31 janvier 1989       |
| 7  | Non disponible | イゼルローン攻略!                | Iserlohn Kōryaku!              | 7 février 1989        |
| 8  | Non disponible | 冷徹なる義眼                     | Reitetsu naru Gigan            | 14 février 1989       |
| 9  | Non disponible | クロプシュトック事件             | Klopstock Jiken                | 21 février 1989       |
| 10 | Non disponible | ジェシカの戦い                   | Jessica no Tatakai             | 28 février 1989       |
| 11 | Non disponible | 女優退場                         | Joyū Taijō                     | 7 mars 1989           |
| 12 | Non disponible | 帝国領侵攻                       | Teikokuryō Shinkō              | 14 mars 1989          |
| 13 | Non disponible | 愁雨来たりなば                   | Shū Kitarinaba                 | 21 mars 1989          |
| 14 | Non disponible | 辺境の解放                       | Henkyō no Kaihō                | 28 mars 1989          |
| 15 | Non disponible | アムリッツァ星域会戦             | Amlitzer Seīki Kaisen          | 4 avril 1989          |
| 16 | Non disponible | 新たなる潮流                     | Arata naru Chōryū              | 11 avril 1989         |
| 17 | Non disponible | 嵐の前                           | Arashi no Mae                  | 18 avril 1989         |
| 18 | Non disponible | リップシュタットの密約           | Lippstadt no Mitsuyaku         | 25 avril 1989         |
| 19 | Non disponible | ヤン艦隊出動                     | Yan Kantai Shutsudō            | 2 mai 1989            |
| 20 | Non disponible | 流血の宇宙                       | Ryūketsu no Uchū               | 9 mai 1989            |
| 21 | Non disponible | ドーリア星域会戦、そして...      | Doria Seīki Kaisen, soshite... | 16 mai 1989           |
| 22 | Non disponible | 勇気と忠誠                       | Yūki to Chūsei                 | 23 mai 1989           |
| 23 | Non disponible | 黄金樹(ゴールデンバウム)は倒れた | Ōgonju (Goldenbaum) wa Taoreta | 30 mai 1989           |
| 24 | Non disponible | 誰が為の勝利                     | Ta ga Tame no Shōri            | 6 juin 1989           |
| 25 | Non disponible | 運命の前日                       | Unmei no Zenjitsu              | 13 juin 1989          |
| 26 | Non disponible | さらば、遠き日                   | Saraba, Tōki Hi                | 20 juin 1989          |

#### Deuxième partie
| No | Titre français | Titre japonais                     | Titre japonais                                 | Date de 1re diffusion |
| No | Titre français | Kanji                              | Rōmaji                                         | Date de 1re diffusion |
| -- | -------------- | ---------------------------------- | ---------------------------------------------- | --------------------- |
| 27 | Non disponible | 初陣                               | Uijin                                          | 21 juin 1991          |
| 28 | Non disponible | 肖像                               | Shōzō                                          | 28 juin 1991          |
| 29 | Non disponible | 細い一本の糸                       | Hosoi Ippon no Ito                             | 5 juillet 1991        |
| 30 | Non disponible | 失われたもの                       | Ushinawareta Mono                              | 12 juillet 1991       |
| 31 | Non disponible | 査問会                             | Samon Kai                                      | 19 juillet 1991       |
| 32 | Non disponible | 武器なき戦い                       | Buki naki Tatakai                              | 26 juillet 1991       |
| 33 | Non disponible | 要塞対要塞                         | Yōsai Tai Yōsai                                | 2 août 1991           |
| 34 | Non disponible | 帰還                               | Kikan                                          | 9 août 1991           |
| 35 | Non disponible | 決意と野心と                       | Ketsui to Yashin to                            | 16 août 1991          |
| 36 | Non disponible | 雷鳴                               | Raimei                                         | 23 août 1991          |
| 37 | Non disponible | 幼帝誘拐                           | Yōtei Yūkai                                    | 30 août 1991          |
| 38 | Non disponible | 矢は放たれた                       | Ya wa Hanatareta                               | 6 septembre 1991      |
| 39 | Non disponible | ひとつの旅立ち                     | Hitotsu no Tabidachi                           | 13 septembre 1991     |
| 40 | Non disponible | ユリアンの旅、人類の旅             | Yurian no Tabi, Jinrui no Tabi                 | 20 septembre 1991     |
| 41 | Non disponible | 作戦名「神々の黄昏(ラグナロック)」 | Sakusein Mei "Kamigami no Tasogare" (Ragnarok) | 27 septembre 1991     |
| 42 | Non disponible | 鎮魂曲(レクイエム)への招待         | Chinkonkyoku (Requiem) e no Shōtai             | 4 octobre 1991        |
| 43 | Non disponible | ギャラルホルンは鳴った             | Gjallahorn wa Natta                            | 11 octobre 1991       |
| 44 | Non disponible | フェザーン占領                     | Phezzan Senryō                                 | 18 octobre 1991       |
| 45 | Non disponible | 寒波至る                           | Kanpa Itaru                                    | 25 octobre 1991       |
| 46 | Non disponible | ヤン提督の箱舟隊                   | Yan Teitoku no Hakobune Tai                    | 1er novembre 1991     |
| 47 | Non disponible | 自由の宇宙を求めて                 | Jiyū no Uchū wo Motomete                       | 8 novembre 1991       |
| 48 | Non disponible | 双頭の蛇〜ランテマリオの決戦〜     | Sōtō no Hebi: Rantemario no Kessen             | 15 novembre 1991      |
| 49 | Non disponible | 闇が深くなるのは                   | Yami ga Fukaku naru no wa...                   | 22 novembre 1991      |
| 50 | Non disponible | 連戦                               | Rensen                                         | 29 novembre 1991      |
| 51 | Non disponible | バーミリオンの死闘(前編))          | Vermillion no Shitō (Zenpen)                   | 6 décembre 1991       |
| 52 | Non disponible | バーミリオンの死闘(後編))          | Vermillion no Shitō (Kōhen)                    | 13 décembre 1991      |
| 53 | Non disponible | 急転                               | Kyūten                                         | 20 décembre 1991      |
| 54 | Non disponible | 皇帝ばんざい! (ジーク・カイザー)   | Kōtei Banzai! (Sieg Kaiser)                    | 27 décembre 1991      |

#### Troisième partie
| No | Titre français | Titre japonais                                 | Titre japonais                                      | Date de 1re diffusion |
| No | Titre français | Kanji                                          | Rōmaji                                              | Date de 1re diffusion |
| -- | -------------- | ---------------------------------------------- | --------------------------------------------------- | --------------------- |
| 55 | Non disponible | 儀式から再び幕は上がり...                      | Gishiki kara Futatabi Maku wa Agari...              | 20 juillet 1994       |
| 56 | Non disponible | 地球へ                                         | Chikyū e                                            | 27 juillet 1994       |
| 57 | Non disponible | キュンメル事件                                 | Kyunmeru Jiken                                      | 3 août 1994           |
| 58 | Non disponible | 訪問者                                         | Hōmonsha                                            | 10 août 1994          |
| 59 | Non disponible | 過去と現在と未来と                             | Kako to Genzai to Mirai to                          | 17 août 1994          |
| 60 | Non disponible | 魔術師捕らわる                                 | Majutsushi Torawaru                                 | 24 août 1994          |
| 61 | Non disponible | 歌劇(オペラ)への招待                           | Kageki (Opera) e no Shōtai                          | 31 août 1994          |
| 62 | Non disponible | 血の流水階段(カスケード)                       | Chi no Ryūsui Kaidan (Cascade)                      | 7 septembre 1994      |
| 63 | Non disponible | 聖地                                           | Seichi                                              | 14 septembre 1994     |
| 64 | Non disponible | 休暇は終わりぬ                                 | Kyūka wa Owarinu                                    | 21 septembre 1994     |
| 65 | Non disponible | すべての旗に背いて                             | Subete no Hata ni Somuite                           | 28 septembre 1994     |
| 66 | Non disponible | 黄金獅子旗(ゴールデンルーヴェ)の下に           | Ōgon Shishi Ki (Goldenlowe) no Moto ni              | 5 octobre 1994        |
| 67 | Non disponible | 「神々の黄昏(ラグナロック)」ふたたび           | Kamigami no Tasogare (Ragnarok) Futatabi            | 12 octobre 1994       |
| 68 | Non disponible | エル・ファシルへ                               | El Facil e                                          | 19 octobre 1994       |
| 69 | Non disponible | イゼルローン再奪取作戦                         | Iserlohn Sai Dasshu Sakusen                         | 26 octobre 1994       |
| 70 | Non disponible | 蕩児たちの帰宅                                 | Tōji-tachi no Kitaku                                | 2 novembre 1994       |
| 71 | Non disponible | マル・アデッタ星域の会戦(前編)                 | Mar-Adetta Seīki no Kaisen (Zenpen)                 | 9 novembre 1994       |
| 72 | Non disponible | マル・アデッタ星域の会戦(後編)                 | Mar-Adetta Seīki no Kaisen (Kōhen)                  | 16 novembre 1994      |
| 73 | Non disponible | 冬バラ園の勅令                                 | Fuyu Bara En no Chokurei                            | 23 novembre 1994      |
| 74 | Non disponible | 前途遼遠                                       | Zentoryōen                                          | 30 novembre 1994      |
| 75 | Non disponible | 雷動                                           | Raidō                                               | 7 décembre 1994       |
| 76 | Non disponible | 祭りの前                                       | Matsuri no Mae                                      | 14 décembre 1994      |
| 77 | Non disponible | 風は回廊へ                                     | Kaze wa Kairō e                                     | 21 décembre 1994      |
| 78 | Non disponible | 春の嵐                                         | Haru no Arashi                                      | 28 décembre 1994      |
| 79 | Non disponible | 回廊の戦い(前編)〜常勝と不敗と〜               | Kairō no Tatakai (Zenpen): Jōshō to Fuhai to        | 4 janvier 1995        |
| 80 | Non disponible | 回廊の戦い(中編)〜万華鏡(カレイドスコープ)〜   | Kairō no Tatakai (Chūhen): Bankakyō (Kaleidoscope)  | 11 janvier 1995       |
| 81 | Non disponible | 回廊の戦い(後編)〜大親征の終幕〜               | Kairō no Tatakai (Kōhen): Dai Shinsei no Shūmaku    | 18 janvier 1995       |
| 82 | Non disponible | 魔術師、還らず                                 | Majutsushi, Kaerazu                                 | 25 janvier 1995       |
| 83 | Non disponible | 祭りの後                                       | Matsuro no Ato                                      | 1er février 1995      |
| 84 | Non disponible | 失意の凱旋                                     | Shitsui no Gaisen                                   | 8 février 1995        |
| 85 | Non disponible | 遷都令                                         | Sento Rei                                           | 15 février 1995       |
| 86 | Non disponible | 8月の新政府(ニュー·ガバメント·イン·オーガスタ) | Hachigatsu no Shin Seifu (New Government in August) | 22 février 1995       |

#### Quatrième partie
| No  | Titre français | Titre japonais                         | Titre japonais                              | Date de 1re diffusion |
| No  | Titre français | Kanji                                  | Rōmaji                                      | Date de 1re diffusion |
| --- | -------------- | -------------------------------------- | ------------------------------------------- | --------------------- |
| 87  | Non disponible | 嵐の予感                               | Arashi no Yokan                             | 1er octobre 1996      |
| 88  | Non disponible | 辺境にて                               | Henkyō nite                                 | 8 octobre 1996        |
| 89  | Non disponible | 夏の終わりのバラ                       | Natsu no Owari no Bara                      | 15 octobre 1996       |
| 90  | Non disponible | 鳴動                                   | Meidō                                       | 22 octobre 1996       |
| 91  | Non disponible | 発芽                                   | Hatsuga                                     | 29 octobre 1996       |
| 92  | Non disponible | ウルヴァシー事件                       | Uruvashi Jiken                              | 5 novembre 1996       |
| 93  | Non disponible | 矜持にかけて                           | Kyōji ni Kakete                             | 12 novembre 1996      |
| 94  | Non disponible | 叛逆は英雄の特権                       | Hangyaku wa Eiyū no Tokken                  | 19 novembre 1996      |
| 95  | Non disponible | 双璧相撃つ!                            | Sōheki Aiutsu!                              | 26 novembre 1996      |
| 96  | Non disponible | 剣に生き...                            | Ken ni Iki...                               | 3 décembre 1996       |
| 97  | Non disponible | 剣に斃れ                               | Ken ni Taore                                | 10 décembre 1996      |
| 98  | Non disponible | 終わりなき鎮魂曲(レクイエム)           | Owari naki Chinkonkyoku (Requiem)           | 17 décembre 1996      |
| 99  | Non disponible | 未来への助走                           | Mirae e no Josō                             | 24 décembre 1996      |
| 100 | Non disponible | 皇妃ばんざい!(ホーフ·カイザーリン)     | Kōhi Banzai! (Hoffe Kaiserin)               | 31 décembre 1996      |
| 101 | Non disponible | 動乱への誘い                           | Dōran e no Sasoi                            | 7 janvier 1997        |
| 102 | Non disponible | 敢えて武器を手に                       | Aete Buki wo Te ni                          | 14 janvier 1997       |
| 103 | Non disponible | コズミック・モザイク                   | Cosmic Mosaic                               | 21 janvier 1997       |
| 104 | Non disponible | 平和へ、流血経由                       | Heiwa e, Ryūketsu Keiyu                     | 28 janvier 1997       |
| 105 | Non disponible | 昏迷の惑星                             | Konmeo no Wakusei                           | 4 février 1997        |
| 106 | Non disponible | 柊舘(シュテッヒパルム·シュロス)炎上    | Hīragi-kan (Stehibalm Schloss) Enjō         | 11 février 1997       |
| 107 | Non disponible | 深紅の星路(クリムゾン・スターロード)   | Shinku no Seiro                             | 18 février 1997       |
| 108 | Non disponible | 美姫(ブリュンヒルト)は血を欲す         | Biki (Brünnhilde) wa Chi wo Hoisu           | 25 février 1997       |
| 109 | Non disponible | 黄金獅子旗(ゴールデンルーヴェ)に光なし | Ōgon Shishi Ki (Goldenlöwe) ni Hikari nashi | 4 mars 1997           |
| 110 | Non disponible | 夢、見果てたり                         | Yume, Mihatetari                            | 11 mars 1997          |

#### Génériques
| Début                | Début            | Début                                          | Fin                      | Fin       | Fin                                         |
| Titre                | Artiste          | Épisodes                                       | Titre                    | Artiste   | Épisodes                                    |
| -------------------- | ---------------- | ---------------------------------------------- | ------------------------ | --------- | ------------------------------------------- |
| Skies of Love        | Michiru Akiyoshi | 1-22, 24-26                                    | Hikari no Hashi wo koete | Kei Ogura | 1-5, 7-13, 16-17, 19-21, 24-26, 84          |
| I am waiting for you | Michiru Akiyoshi | 27-30, 32, 34-35, 37-38, 40, 43, 45, 49, 51-52 | Tabidachi no Jyokyoku    | Kei Ogura | 27-30, 32, 35, 37-38, 40, 42-43, 45, 49, 51 |
| Sea of the Stars     | Lisa             | 55-81, 86                                      | Kansō no Uta             | Kei Ogura | 55-56, 58-69, 71-81, 83, 85                 |
| Must be Something    | Hitomi Konno     | 87-106, 108-110                                | Uchū no Kakehashi        | Kei Ogura | 87-106, 108-110                             |

### Legend of the Galactic Heroes Gaiden
Legend of the Galactic Heroes Gaiden (kanji : 銀河英雄伝説外伝 ; rōmaji : Ginga Eiyū Densetsu Gaiden) est une série d'OVA de 52 épisodes divisée en deux parties : A Hundred Billion Stars, A Hundred Billion Lights (kanji : 千億の星、千億の光 ; rōmaji : Sen Oku no Hoshi, Sen Oku no Hikari) et Spiral Labyrinth (kanji : 螺旋迷宮 ; rōmaji : Rasen Meikyū). Il s'agit de l'adaptation de quatre romans centrés sur les montées en grade et en renommée des deux personnages principaux : Reinhard von Lohengramm et Yang Wen-li. La première partie a été diffusée du 9 février au 26 septembre 1998. La deuxième partie a été diffusée du 24 décembre 1999 au 21 juillet 2000.

#### A Hundred Billion Stars, A Hundred Billion Lights
| No | Titre français | Titre japonais                              | Titre japonais                                                          | Date de 1re diffusion |
| No | Titre français | Kanji                                       | Rōmaji                                                                  | Date de 1re diffusion |
| -- | -------------- | ------------------------------------------- | ----------------------------------------------------------------------- | --------------------- |
| 1  | Non disponible | 白銀の谷 Kap. I                             | Hakugin no Tani Kap. I                                                  | 9 février 1998        |
| 2  | Non disponible | 白銀の谷 Kap. II                            | Hakugin no Tani Kap. II                                                 | 9 février 1998        |
| 3  | Non disponible | 白銀の谷 Kap. III                           | Hakugin no Tani Kap. III                                                | 9 février 1998        |
| 4  | Non disponible | 白銀の谷 Kap. IV                            | Hakugin no Tani Kap. IV                                                 | 9 février 1998        |
| 5  | Non disponible | 朝の夢, 夜の歌 Kap. I                       | Asa no Yume, Yoru no Uta Kap. I                                         | 10 février 1998       |
| 6  | Non disponible | 朝の夢, 夜の歌 Kap. II                      | Asa no Yume, Yoru no Uta Kap. II                                        | 10 février 1998       |
| 7  | Non disponible | 朝の夢, 夜の歌 Kap. III                     | Asa no Yume, Yoru no Uta Kap. III                                       | 10 février 1998       |
| 8  | Non disponible | 朝の夢, 夜の歌 Kap. IV                      | Asa no Yume, Yoru no Uta Kap. IV                                        | 10 février 1998       |
| 9  | Non disponible | 汚名 Kap. I                                 | Omei Kap. I                                                             | 12 février 1998       |
| 10 | Non disponible | 汚名 Kap. II                                | Omei Kap. II                                                            | 12 février 1998       |
| 11 | Non disponible | 汚名 Kap. III                               | Omei Kap. III                                                           | 12 février 1998       |
| 12 | Non disponible | 汚名 Kap. IV                                | Omei Kap. IV                                                            | 12 février 1998       |
| 13 | Non disponible | 千億の星,千億の光 ヴァンフリート星域の会戦  | Sen Oku no Hoshi, Sen Oku no Hikari Van Fleet Boshi Iki no Kaisen       | 26 septembre 1998     |
| 14 | Non disponible | 千億の星, 千億の光 三つの赤[ドライ·ロット]  | Sen Oku no Hoshi, Sen Oku no Hikari Drei Rot                            | 26 septembre 1998     |
| 15 | Non disponible | 千億の星, 千億の光 亡命者たち               | Sen Oku no Hoshi, Sen Oku no Hikari Bōmeisha-tachi                      | 26 septembre 1998     |
| 16 | Non disponible | 千億の星, 千億の光 染血の四月               | Sen Oku no Hoshi, Sen Oku no Hikari Some Chi no Shigatsu                | 26 septembre 1998     |
| 17 | Non disponible | 千億の星, 千億の光 危険な男                 | Sen Oku no Hoshi, Sen Oku no Hikari Kiken na Otoko                      | 26 septembre 1998     |
| 18 | Non disponible | 千億の星, 千億の光 混戦始末記               | Sen Oku no Hoshi, Sen Oku no Hikari Konsen Shimatsuki                   | 26 septembre 1998     |
| 19 | Non disponible | 千億の星, 千億の光 初夏, 風強し             | Sen Oku no Hoshi, Sen Oku no Hikari Shoka, Kaze Tsuyoshi                | 26 septembre 1998     |
| 20 | Non disponible | 千億の星, 千億の光 伯爵家後継候補           | Sen Oku no Hoshi, Sen Oku no Hikari Hakushakuka Kōkei Kōho              | 26 septembre 1998     |
| 21 | Non disponible | 千億の星, 千億の光 パーティーの夜           | Sen Oku no Hoshi, Sen Oku no Hikari Party no Yoru                       | 26 septembre 1998     |
| 22 | Non disponible | 千億の星, 千億の光 真実は時の娘             | Sen Oku no Hoshi, Sen Oku no Hikari Shinjitsu wa Toki no Musume         | 26 septembre 1998     |
| 23 | Non disponible | 千億の星, 千億の光 第六次イゼルローン攻防戦 | Sen Oku no Hoshi, Sen Oku no Hikari Dai Roku Ji Iserlohn Kōbōsen        | 26 septembre 1998     |
| 24 | Non disponible | 千億の星, 千億の光 千億の星, ひとつの野心   | Sen Oku no Hoshi, Sen Oku no Hikari Sen Oku no Hoshi, Hitotsu no Yashin | 26 septembre 1998     |

#### Spiral Labyrinth
| No | Titre français | Titre japonais                                          | Titre japonais                                                              | Date de 1re diffusion |
| No | Titre français | Kanji                                                   | Rōmaji                                                                      | Date de 1re diffusion |
| -- | -------------- | ------------------------------------------------------- | --------------------------------------------------------------------------- | --------------------- |
| 1  | Non disponible | 螺旋迷宮 エル・ファシルの英雄                           | Rasen Meikyū El Facile no Eiyū                                              | 24 décembre 1999      |
| 2  | Non disponible | 螺旋迷宮 英雄の新しい仕事                               | Rasen Meikyū Eiyū no Atarashī Shigoto                                       | 24 décembre 1999      |
| 3  | Non disponible | 螺旋迷宮 英雄たちの横顔                                 | Rasen Meikyū Eiyū-tachi no Yokogao                                          | 24 décembre 1999      |
| 4  | Non disponible | 螺旋迷宮 過去へのささやかな旅                           | Rasen Meikyū Kako e no Sasayaka na Tabi                                     | 24 décembre 1999      |
| 5  | Non disponible | 螺旋迷宮 時の女神に愛された男 (第二次ティアマト会戦記I) | Rasen Meikyū Toki no Megami ni Aisareta Otoko: Dai Ni Ji Tiamat Kai Senki I | 28 janvier 2000       |
| 6  | Non disponible | 螺旋迷宮 英雄の死 (第二次ティアマト会戦記II)            | Rasen Meikyū Eiyuu no Shi: Dai Ni Ji Tiamat Kai Senki II                    | 28 janvier 2000       |
| 7  | Non disponible | 螺旋迷宮 喪服と軍服の間                                 | Rasen Meikyū Mofuku to Gunpuku no Ma                                        | 28 janvier 2000       |
| 8  | Non disponible | 螺旋迷宮 収容所惑星                                     | Rasen Meikyū Shūyōsho Wakusei                                               | 28 janvier 2000       |
| 9  | Non disponible | 螺旋迷宮 捕虜と人質                                     | Rasen Meikyū Horyo to Hitojichi                                             | 25 février 2000       |
| 10 | Non disponible | 螺旋迷宮 顕微鏡サイズの反乱                             | Rasen Meikyū Kenbikyō Size no Hanran                                        | 25 février 2000       |
| 11 | Non disponible | 螺旋迷宮 エコニアの英雄                                 | Rasen Meikyū Iconia no Eiyū                                                 | 25 février 2000       |
| 12 | Non disponible | 螺旋迷宮 過去からの糸                                   | Rasen Meikyū Kako kara no Ito                                               | 25 février 2000       |
| 13 | Non disponible | 螺旋迷宮 ひとつの旅の終わり                             | Rasen Meikyū Hitotsu no Tabi no Owari                                       | 7 avril 2000          |
| 14 | Non disponible | 螺旋迷宮 出口をさがす旅                                 | Rasen Meikyū Deguchi o Sagasu Tabi                                          | 7 avril 2000          |
| 15 | Non disponible | 叛乱者 Kap.I                                            | Hanransha Kap. I                                                            | 7 avril 2000          |
| 16 | Non disponible | 叛乱者 Kap.II                                           | Hanransha Kap. II                                                           | 7 avril 2000          |
| 17 | Non disponible | 叛乱者 Kap.III                                          | Hanransha Kap. III                                                          | 26 mai 2000           |
| 18 | Non disponible | 叛乱者 Kap.IV                                           | Hanransha Kap. IV                                                           | 26 mai 2000           |
| 19 | Non disponible | 決闘者 Kap.I                                            | Kettōsha Kap. I                                                             | 26 mai 2000           |
| 20 | Non disponible | 決闘者 Kap.II                                           | Kettōsha Kap. II                                                            | 26 mai 2000           |
| 21 | Non disponible | 決闘者 Kap.III                                          | Kettōsha Kap. III                                                           | 23 juin 2000          |
| 22 | Non disponible | 決闘者 Kap.IV                                           | Kettōsha Kap. IV                                                            | 23 juin 2000          |
| 23 | Non disponible | 奪還者 Kap.I                                            | Dakkansha Kap. I                                                            | 23 juin 2000          |
| 24 | Non disponible | 奪還者 Kap.II                                           | Dakkansha Kap. II                                                           | 23 juin 2000          |
| 25 | Non disponible | 奪還者 Kap.III                                          | Dakkansha Kap. III                                                          | 21 juillet 2000       |
| 26 | Non disponible | 奪還者 Kap.IV                                           | Dakkansha Kap. IV                                                           | 21 juillet 2000       |
| 27 | Non disponible | 第三次ティアマト会戦 前篇                               | Dai San Ji Tiamat Kaisen Mae Hen                                            | 21 juillet 2000       |
| 28 | Non disponible | 第三次ティアマト会戦 後篇                               | Dai San Ji Tiamat Kaisen Go Hen                                             | 21 juillet 2000       |

#### Génériques
| Début | Début   | Début    | Fin                 | Fin       | Fin       |
| Titre | Artiste | Épisodes | Titre               | Artiste   | Épisodes  |
| ----- | ------- | -------- | ------------------- | --------- | --------- |
| Kid   | AKEMI   | 1-24     | Setsume             | Kei Ogura | 1-4       |
| Kid   | AKEMI   | 1-24     | Nagai Tsukiai       | Kei Ogura | 5-8       |
| Kid   | AKEMI   | 1-24     | Iku Toki, Iwau Toki | Kei Ogura | 9-12      |
| Kid   | AKEMI   | 1-24     | Aurora no Adagio    | Kei Ogura | 13-22, 24 |

| Début           | Début   | Début    | Fin                  | Fin       | Fin      |
| Titre           | Artiste | Épisodes | Titre                | Artiste   | Épisodes |
| --------------- | ------- | -------- | -------------------- | --------- | -------- |
| A Story of Time | AKEMI   | 1-28     | Bokutachi no Kōseki  | Kei Ogura | 1-14     |
| A Story of Time | AKEMI   | 1-28     | Yakusokusareta Mirai | Kei Ogura | 15-28    |

## Séries d'animation

### Les Héros de la Galaxie: Die Neue These
Les Héros de la Galaxie: Die Neue These (kanji : 銀河英雄伝説 Die Neue These ; rōmaji : Ginga Eiyū Densetsu: Die Neue These) est une série d'animation qui compte actuellement 48 épisodes et quatresaisons : Kaikō (kanji : 邂逅), Seiran (kanji : 星乱), Gekitotsu (kanji : 激突) et Sakubou (kanji : 策謀). Il s'agit d'une autre adaptation de la série de romans et n'est en aucun cas un remake de la série d'OVA de 1988. La première saison a été diffusée du 3 avril au 26 juin 2018. Quant à la deuxième saison, elle est sortie au cinéma sous forme de 3 films contenant chacun 4 épisodes. Le premier film est sorti le 27 septembre 2019, le deuxième film le 25 octobre 2019 et le troisième film le 29 novembre 2019. Les troisième et quatrième saisons ont également été diffusé au cinéma de la même manière que la seconde durant l'année 2022.

#### Kaikō (Rencontres fatidiques)
| No | Titre français                   | Titre japonais          | Titre japonais            | Date de 1re diffusion |
| No | Titre français                   | Kanji                   | Rōmaji                    | Date de 1re diffusion |
| -- | -------------------------------- | ----------------------- | ------------------------- | --------------------- |
| 1  | Dans la Nuit Éternelle           | 永遠の夜の中で          | Eien no Yoru no Naka de   | 3 avril 2018          |
| 2  | La Bataille d'Astarté            | アスターテ会戦          | Asutāte Kaisen            | 10 avril 2018         |
| 3  | Le Prodige Triomphateur          | 常勝の天才              | Jōshō no Tensai           | 17 avril 2018         |
| 4  | Le Magicien Invaincu             | 不敗の魔術師            | Fuhai no Majutsu-shi      | 24 avril 2018         |
| 5  | La Formation de la 13e Flotte    | 第十三艦隊誕生          | Dai jū San Kantai Tanjō   | 1er mai 2018          |
| 6  | La Prise d'Iserlohn (1re partie) | イゼルローン攻略 [前編] | Izerurōn Kōryaku [Zenpen] | 8 mai 2018            |
| 7  | La Prise d'Iserlohn (2e partie)  | イゼルローン攻略[後編]  | Izerurōn Kōryaku [Kōhen]  | 15 mai 2018           |
| 8  | La Rébellion de Kastrop          | カストロプ動乱          | Kasutoropu Dōran          | 22 mai 2018           |
| 9  | À Chacun Son Étoile              | それぞれの星            | Sorezore no Hoshi         | 5 juin 2018           |
| 10 | Intermède                        | 幕間狂言                | Makuaikyōgen              | 12 juin 2018          |
| 11 | Lignes de Mort (1re partie)      | 死線 [前編]             | Shisen [Zenpen]           | 19 juin 2018          |
| 12 | Lignes de Mort (2e partie)       | 死線 [後編]             | Shisen [Kōhen]            | 26 juin 2018          |

#### Seiran (Révoltes sidérales)
| No | Titre français              | Titre japonais     | Titre japonais            | Date de 1re diffusion |
| No | Titre français              | Kanji              | Rōmaji                    | Date de 1re diffusion |
| -- | --------------------------- | ------------------ | ------------------------- | --------------------- |
| 1  | Amritsar                    | アムリッツァ       | Amurittsu~a               | 27 septembre 2019     |
| 2  | La Mort du Kaiser           | 皇帝崩御           | Kōtei Hōgyo               | 27 septembre 2019     |
| 3  | Le Calme avant la Tempête   | 嵐の前             | Arashi no Mae             | 27 septembre 2019     |
| 4  | Le Feu aux Poudres          | 発火点             | Hakka-ten                 | 27 septembre 2019     |
| 5  | La Flotte de Yang en Marche | ヤン艦隊出動       | Yan Kantai Shutsudō       | 25 octobre 2019       |
| 6  | L'Espace, Maculé de Sang    | 流血の宇宙         | Ryūketsu no Uchū          | 25 octobre 2019       |
| 7  | la Bataille de Doria        | ドーリア星域の会戦 | Dōria-boshi-iki no Kaisen | 25 octobre 2019       |
| 8  | L'Irréparable               | 惨劇               | Sangeki                   | 25 octobre 2019       |
| 9  | À qui Profite la Victoire ? | 誰がための勝利     | Dare ga Tame no Shōri     | 29 novembre 2019      |
| 10 | La Chute des Goldenbaum     | 黄金樹は倒れた     | Koganeju wa Taoreta       | 29 novembre 2019      |
| 11 | Adieu, Jours d'Innocences   | さらば、遠き日     | Saraba, Tōki hi           | 29 novembre 2019      |
| 12 | Mein Freund                 | わが友             | Waga Tomo                 | 29 novembre 2019      |

#### Génériques
| Début       | Début                   | Début    | Fin   | Fin     | Fin      |
| Titre       | Artiste                 | Épisodes | Titre | Artiste | Épisodes |
| ----------- | ----------------------- | -------- | ----- | ------- | -------- |
| Binary Star | SawanoHiroyuki[nZk]:Uru | 1-12     | WISH  | ELISA   | 1-12     |

| Début       | Début                   | Début    | Fin         | Fin                      | Fin      |
| Titre       | Artiste                 | Épisodes | Titre       | Artiste                  | Épisodes |
| ----------- | ----------------------- | -------- | ----------- | ------------------------ | -------- |
| Binary Star | SawanoHiroyuki[nZk]:Uru | 1-12     | Tranquility | SawanoHiroyuki[nZk]:Anly | 1-12     |

| Début | Début    | Début    | Fin   | Fin      | Fin      |
| Titre | Artiste  | Épisodes | Titre | Artiste  | Épisodes |
| ----- | -------- | -------- | ----- | -------- | -------- |
| dust  | SennaRin | 1-12     | melt  | SennaRin | 1-12     |